# Luteicenus
Luteicenus is een kevergeslacht uit de familie van de boktorren (Cerambycidae). De wetenschappelijke naam van het geslacht werd voor het eerst geldig gepubliceerd in 1922 door Pic.

## Soorten
Luteicenus is monotypisch en omvat slechts de volgende soort:
- Luteicenus atromaculatus (Pic, 1922)